# Rushford (Wisconsin)
Rushford es un pueblo ubicado en el condado de Winnebago en el estado estadounidense de Wisconsin. En el Censo de 2010 tenía una población de 1.561 habitantes y una densidad poblacional de 16,95 personas por km².

## Geografía
Rushford se encuentra ubicado en las coordenadas 44°1′7″N 88°49′3″O / 44.01861, -88.81750. Según la Oficina del Censo de los Estados Unidos, Rushford tiene una superficie total de 92.1 km², de la cual 90.13 km² corresponden a tierra firme y (2.14%) 1.97 km² es agua.

## Demografía
Según el censo de 2010, había 1.561 personas residiendo en Rushford. La densidad de población era de 16,95 hab./km². De los 1.561 habitantes, Rushford estaba compuesto por el 98.59% blancos, el 0.38% eran afroamericanos, el 0.19% eran amerindios, el 0.13% eran asiáticos, el 0.19% eran isleños del Pacífico, el 0.26% eran de otras razas y el 0.26% pertenecían a dos o más razas. Del total de la población el 1.15% eran hispanos o latinos de cualquier raza.